# Lillian Gish
Lillian Diana Gish (Springfield, 14 ottobre 1893 – New York, 27 febbraio 1993) è stata un'attrice statunitense.
Sorella dell'attrice Dorothy Gish, fu una delle star assolute del periodo d'oro del cinema muto a Hollywood, fu la "musa" di David W. Griffith, che la rese protagonista delle sue pellicole più celebri. Lavorò anche nell'epoca del sonoro, sebbene con minore intensità che negli anni precedenti, anche perché impegnata in varie attività, come quella di attrice teatrale e produttrice alla United Artists. È stata tra le attrici più longeve di tutti i tempi, con una carriera lunga quasi 75 anni (dal 1912 con il suo primo film, An Unseen Enemy, fino al 1987, con l'interpretazione in Le balene d'agosto), superata solo da Mickey Rooney (primatista assoluto) e Dercy Gonçalves.
Ha ricevuto, nel 1971, un Premio Oscar alla carriera. Nel 1979 ricevette il Crystal Award Women in film a Los Angeles, un premio dedicato alle donne che, attraverso l'eccellenza del loro lavoro, contribuiscono a espandere il ruolo femminile nel mondo dello spettacolo. Nel 1984 venne premiata con l'American Film Institute, unica rappresentante del periodo muto del cinema. Nel 1987, con la pellicola Le balene d'agosto, venne premiata dalla National Board of Review Awards, come migliore attrice, ricevendo anche un premio alla carriera.
L'American Film Institute ha inserito la Gish al diciassettesimo posto tra le più grandi star della storia del cinema.

## Controversie sul cognome
Per molti anni si è creduto che il vero cognome delle sorelle Gish fosse "De Guiche" o "de Guiche", mentre invece il loro cognome era effettivamente "Gish".
Nel libro Lillian Gish: la sua leggenda, la sua vita, una biografia di Charles Affron, l'autore afferma che "il nome Gish era fonte di alcune mistificazioni. Nel 1922, al momento dell'uscita del film Orphans of the Storm (Le due orfanelle), Lillian riferì che il cognome fosse Gish, di origine francese, discendente dal Duca de Guiche. La dichiarazione però fu un falso da parte della stampa. Qualche anno dopo la storia è stata modificata leggermente in modo che "De Guiche" diventasse il più illustre "Duc de Guise".
Nella realtà, fra gli antenati delle sorelle Gish c'erano un prozio probabilmente assassinato in un viaggio d'affari a Filadelfia e quattro cugini che hanno prestato servizio nella Guerra Civile statunitense. Il padre di Lillian e Dorothy, James Leigh Gish, era il più giovane dei quattro figli di David Gish (1814-1888) e Diana Caroline Waltz.

## Biografia

### I primi anni di vita
Nacque a Springfield, in Ohio, figlia di Mary Robinson McConnell (1875-1948) e di James Leigh Gish (1872-1912), entrambi di origine tedesca. Il padre lasciò la famiglia quando lei era ancora una bambina, tanto che Lillian non ricordava nulla del suo abbandono, mentre la madre iniziò una carriera teatrale per sostenere la famiglia. Lillian aveva una sorella più giovane, Dorothy Elizabeth. Lillian Gish era alta 165 centimetri. Aveva capelli biondi e grandi occhi azzurri.
La famiglia si trasferì a East St. Louis, in Illinois, dove visse per diversi anni con lo zio e la zia, Henry e Rose McConnell. In quel periodo la madre aprì un negozio di dolciumi chiamato Majestic Candy Kitchen e le ragazze aiutavano a vendere popcorn e caramelle ai clienti del vecchio teatro Majestic, che si trovava accanto. Le ragazze frequentarono la St. Henry School, dove ebbero le prime esperienze nelle recite scolastiche.
Finita la scuola, le ragazze si trasferirono dalla zia Emily a Massillon, in Ohio, quando arrivò la notizia che il loro padre, che abitava a Shawnee, in Oklahoma, era gravemente malato. Lillian lo raggiunse in ospedale e gli disse che voleva rimanere con lui fino alla morte, così scrisse a Dorothy della sua decisione e rimase fino al 9 gennaio 1912 con gli zii paterni, per stare vicino al padre, per poi fare ritorno nell'Ohio alla sua morte.

### Il cinema
Quando il teatro Majestic venne distrutto da un incendio la famiglia di Lillian si spostò a New York. Lì le ragazze strinsero amicizia con la giovane Gladys Smith (che cambierà il nome d'arte in Mary Pickford), che recitava in alcune pellicole di David Wark Griffith. Mary Pickford fece conoscere Lillian e Dorothy a Griffith nel 1912 e quest'ultimo le scritturò per la American Mutoscope and Biograph Company. Aveva 16 anni, ma lei ne dichiarò 19 e i primi guadagni ammontavano alla cifra di cinque dollari al giorno.

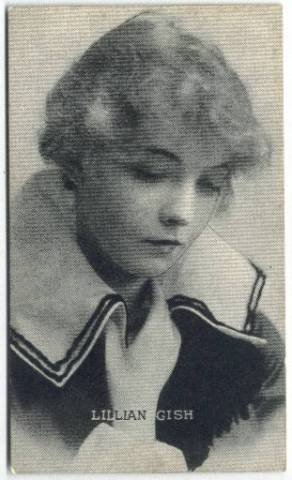
Ritratto del 1917

La prima pellicola in cui apparve sotto la direzione di Griffith, anche se come comparsa e non accreditata, fu nel cortometraggio The Test, un film del 1909: aveva sedici anni. Il primo cortometraggio che interpretò da protagonista fu nel 1912 An Unseen Enemy, sempre diretta da Griffith e ancora una volta a fianco della sorella Dorothy. Con la Biograph, Lillian girò moltissimi film, sia da protagonista, sia da personaggio secondario, a fianco di altre star femminili come Blanche Sweet e Mae Marsh, perlopiù cortometraggi. Con il suo pigmalione Griffith, la Gish passerà a lavorare per altre case cinematografiche, migliorando anche la sua tecnica con i lungometraggi, regalando così interpretazioni straordinarie in film altrettanto memorabili. Griffith fece di lei una star quando la scelse per il ruolo della dimessa Elsie Stoneman nel suo kolossal Nascita di una nazione (Birth of a Nation) del 1915.
Tra queste interpretazioni va ricordata quella del personaggio simbolico della madre che culla dolcemente la Storia in Intolerance (nel 1916), della sposa distrutta dalla morte in guerra del suo neo-marito in Cuori del mondo (Hearts of the World, 1918), della fragile adolescente brutalizzata dal padre alcolizzato in Giglio infranto (Broken Blossom, 1919) e della ragazza che cerca di superare una tempesta di neve in Agonia sui ghiacci (Way Down East, 1920).
Debuttò come regista (con lo pseudonimo di Dorothy Elizabeth Carter), ruolo rarissimo per una donna all'epoca, con Remodeling Her Husband, nel 1920, ma la pellicola è andata persa. Sua sorella Dorothy, la protagonista del film, venne diretta da Lillian, su consiglio di Griffith. Lillian scrisse anche la sceneggiatura, ma sorsero dei contrasti con l'operatore di ripresa e il risultato fu insoddisfacente. L'ultimo film che girò con la Biograph fu Le due orfanelle (Orphans of the Storm), nel 1921: fu anche l'ultima pellicola che interpretò per David W. Griffith.

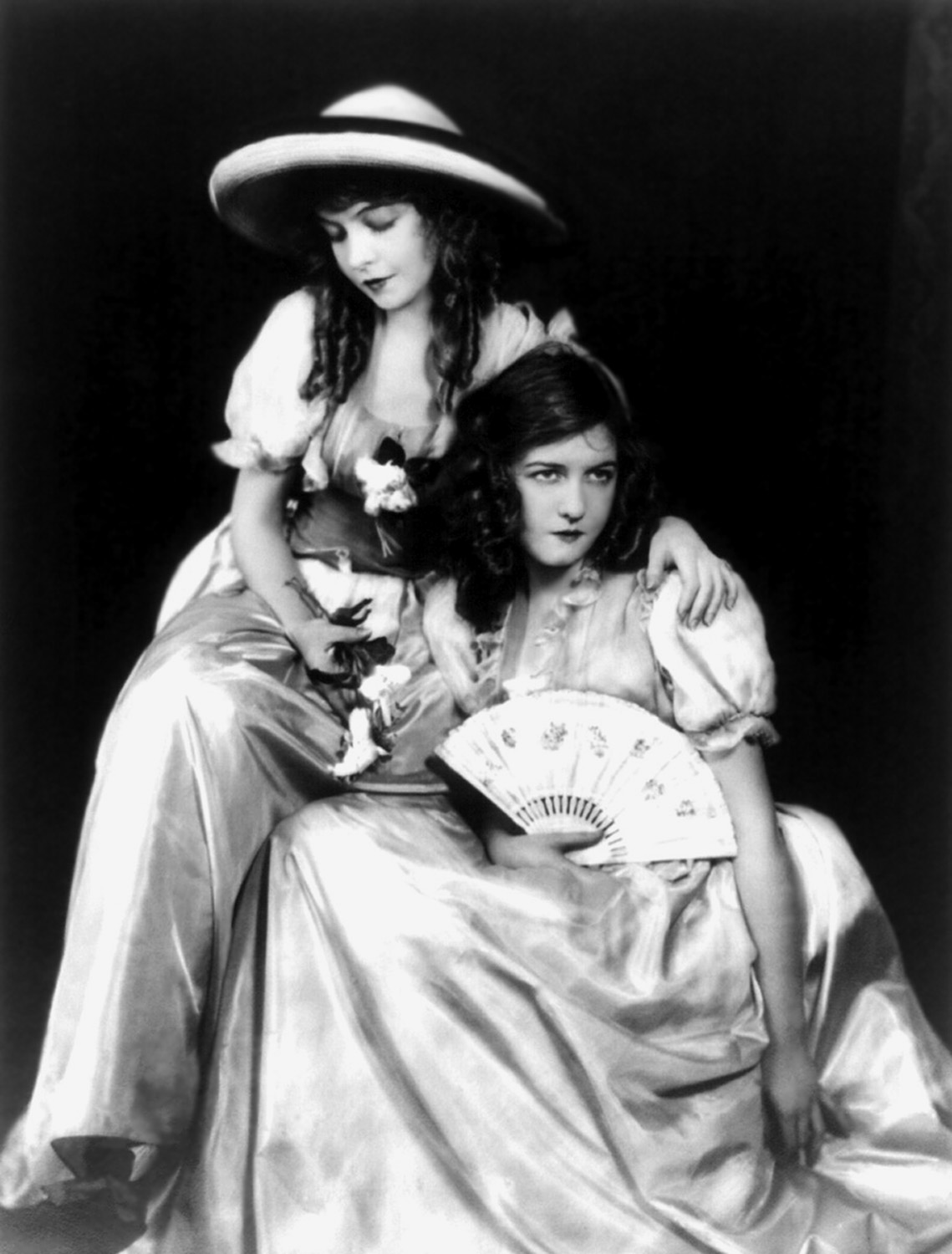
Lillian e Dorothy Gish, nel film Le due orfanelle, 1921

Nel 1922 firmò un contratto con la Metro-Goldwyn-Mayer, da 800.000 dollari. Il primo film in cui lavorò per la nuova casa cinematografica fu Romola, nel 1924, in cui interpretò la protagonista. Con la MGM ebbe ruoli importanti in produzioni di grande levatura artistica, quali La Bohème (La Bohème, 1926), in cui è una struggente Mimì, La lettera scarlatta (The Scarlet Letter, 1926) e Il vento (The Wind, 1928), ma lasciò la casa cinematografica dopo quest'ultimo lavoro.
Girò il suo primo film sonoro, nel 1930, sotto la produzione della United Artists: Notte romantica di Paul L. Stein funge da spartiacque nella carriera dell'attrice, tanto che abbandonerà il cinema per tornare al teatro, anche perché il sonoro decretò il crescente successo di dive più esotiche e passionali come Greta Garbo e Marlene Dietrich. Tornerà a lavorare per il grande schermo nel 1946, recitando in una delle sue interpretazioni più famose, ovvero in Duello al sole di King Vidor, per il quale si aggiudicò la sua prima candidatura all'Oscar per la miglior attrice non protagonista nel 1947. Negli anni seguenti, mentre continuava la ormai affermata carriera teatrale, non disdegnò qualche intensa partecipazione cinematografica, talvolta in importanti produzioni, come La morte corre sul fiume (1955) di Charles Laughton, cupo noir in cui impersonava il ruolo di un'indomita protettrice di bambini, e il western dagli accenti liberal Gli inesorabili (1960) di John Huston, con protagonisti Burt Lancaster e Audrey Hepburn.
Nel 1971 ricevette dopo anni di lavori e successi l'Oscar alla carriera, il quale le fu attribuito con la seguente motivazione: "Per la superlativa capacità artistica e per il particolare contributo al progresso della cinematografia". Dopo una partecipazione nel 1966 al film prodotto dalla Disney I ragazzi di Camp Siddons di Norman Tokar, nel 1968 aveva ottenuto anche una candidatura al Golden Globe come migliore attrice non protagonista per il film I commedianti (1967) di Peter Glenville, con protagonisti Richard Burton ed Elizabeth Taylor. In seguito partecipò ad altre pellicole di rilievo, ovvero Un matrimonio (1978) di Robert Altman e Sweet Liberty (1986) di Alan Alda. La sua ultima apparizione sul grande schermo è stata nel film Le balene d'agosto (1987) di Lindsay Anderson, in cui, nonostante l'età molto avanzata (94 anni), fu finissima nella sua purezza espressiva, interpretando la sorella di Bette Davis. Per questo ruolo verrà premiata con due riconoscimenti della National Board of Review Awards, con un premio alla migliore attrice e un premio alla carriera.
La sua ultima apparizione professionale fu un cameo nella registrazione di Show Boat, un musical di Jerome Kern, nel 1988. Lillian aveva la parte della vecchia signora sull'argine, nella scena finale. Le ultime parole della sua lunga carriera furono: "Buona notte, caro".

### Galleria d'immagini

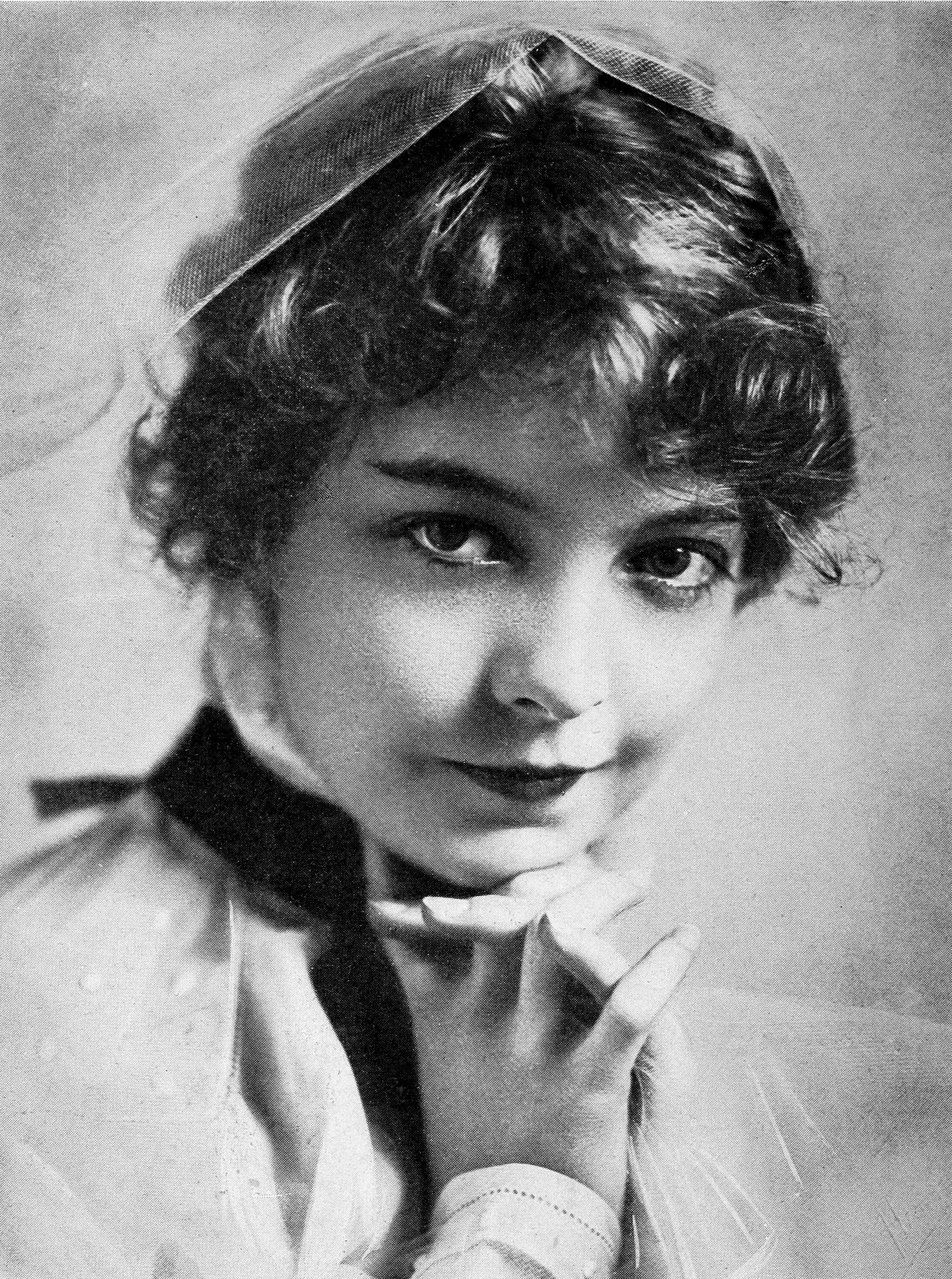
Photoplay
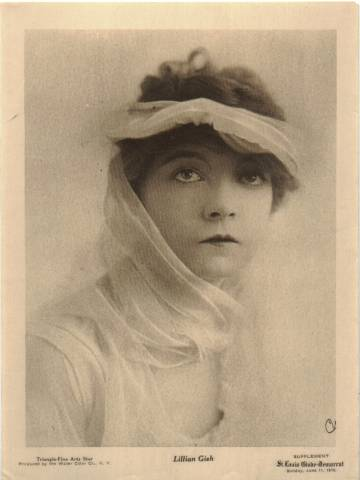
St. Louis Globe (1916)
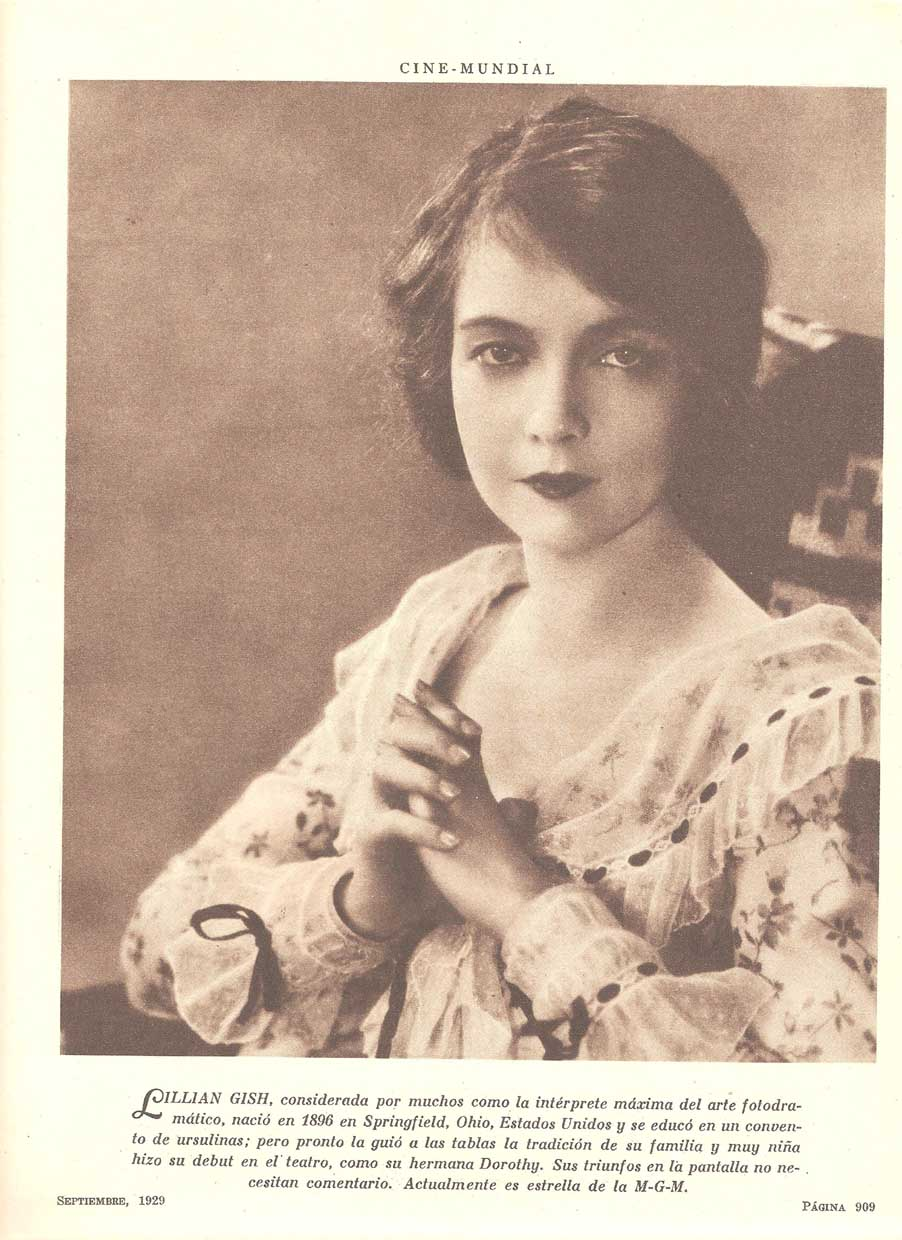
Argentinean Magazine
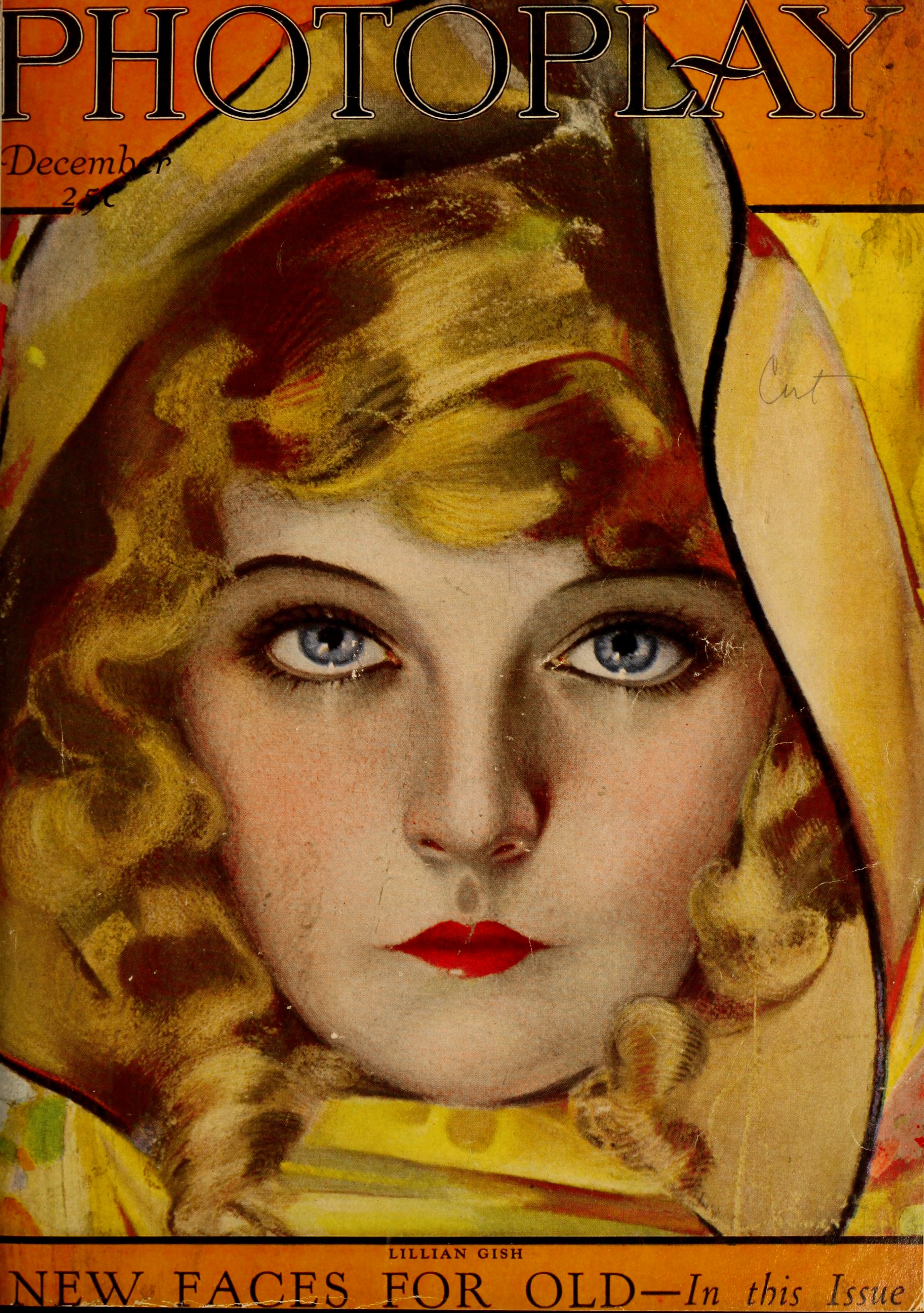
Photoplay (1921)

### Il teatro
Lillian iniziò a recitare assieme alla sorella Dorothy, da bambina, più per bisogno che per vocazione: accompagnavano infatti la madre e presto ebbero dei piccoli ruoli (soprattutto come comparse) che con il tempo divennero più importanti. Il suo debutto sulle scene avvenne nel 1902, a soli nove anni, nello spettacolo In Convict Stripes, con lo pseudonimo di Lillian Niles, al Risingsun Opera House, a Risingsun, una cittadina in Ohio. Nei successivi due anni lavorerà con la sua famiglia nello stesso teatro, soprattutto nei melodrammi, per un compenso di dieci dollari a settimana. Nel 1903 lavorò per la prima volta a New York, nella pièce At Duty's Call. Ci tornerà dieci anni dopo, nel 1913, con A Good Little Devil, dove recitò accanto a Mary Pickford, diretta da David Belasco. Nel 1905, sempre a New York, danzò in uno spettacolo della celebre Sarah Bernhardt. Con l'avvento del suono nel cinema, preferì di nuovo il teatro e nel 1930, apparirà nel dramma Zio Vanja, a fianco di Osgood Perkins.
Lillian ritornerà al cinema solo nel 1942, dopo avere lavorato in Camille (1932), His Double Life (1933), Within the Gates (1934), l'interpretazione di Ophelia nell'Amleto (1936), The Old Maid (1936) e Life with Father, nel 1940, sua ultima apparizione prima del ritorno al grande schermo. Non si separerà mai dal teatro e tornerà spesso a calcare il palcoscenico nel corso della sua vita. Nel 1956, per esempio, con la sorella Dorothy sarà in tour con il lavoro The Chalk Garden. L'ultima apparizione teatrale fu nel 1975, a 82 anni, con A Musical Jubilee, a Broadway.

### La televisione
Lillian Gish è apparsa anche negli spettacoli televisivi fin dai primi anni '50. Uno dei suoi primi lavori fu l'interpretazione della parte della protagonista in L'autobiografia di Grandma Moses, nell'episodio della serie televisiva Schlitz Playhouse of Stars, andato in onda il 28 marzo 1952. Il suo lavoro più popolare è stata l'interpretazione della protagonista Carrie Watts nel film drammatico In viaggio verso Bountiful, nel 1953. Ha recitato anche in Anya, un breve musical di Broadway, nella parte di Maria Feodorovna, nel 1965.
Nel 1964 partecipò all'ultimo episodio della seconda serie de L'ora di Hitchcock, intitolato Body in the Barn (Il corpo nel fienile), andato in onda il 3 luglio 1964. È apparsa come guest star anche nella serie Love Boat, esattamente nel tredicesimo episodio della quarta stagione (Issac's Teacher; Seal of Approval; The Successor) nella parte di Mrs. Williams, puntata andata in onda il 10 gennaio 1981. Oltre alle sue apparizioni televisive la Gish fu una sostenitrice dell'arte del cinema muto, presentando spettacoli di proiezioni di opere classiche. Nel 1975 ha presentato The Silent Years, un programma in dodici puntate della Public Broadcasting Service (PBS) sul cinema muto.

### Vita privata
Lillian Gish non è mai stata sposata e non ha mai avuto figli. L'intenso rapporto di lavoro tra Lillian e il regista David W. Griffith era così stretto che alcuni sospettarono di una relazione romantica, ma la Gish non ne fece mai menzione e per lei ci fu solo un serio rapporto professionale. Per tutta la vita Lillian parlò del regista chiamandolo "Mr. Griffith". Le uniche due relazioni sentimentali che si conoscono sono state con il produttore Charles Duell e con il critico teatrale George Jean Nathan, il fondatore e redattore della rivista letteraria americana Spectator. Nel 1920 il rapporto con Duell divenne pubblico a causa delle rivelazioni fatte ai tabloid da lui e nacque una sorta di scandalo.
All'inizio della seconda guerra mondiale e fino all'attacco di Pearl Harbor la Gish ha sempre mantenuto una esplicita posizione non-interventista. Era un membro attivo del Comitato Prima America, un'organizzazione anti-interventista creata dal generale in pensione Robert E. Wood e che vedeva nel pioniere dell'aviazione Charles Lindbergh il suo principale portavoce. Ha rivelato poi di essere stata inserita in una sorta di lista nera da parte delle industrie del cinema e teatro per questo motivo, fino a che dovette firmare un contratto in cui lei prometteva di cessare le sue attività anti-interventiste e non rivelare il fatto che avesse accettato di farlo.
Ha sempre mantenuto un rapporto molto profondo con la sorella Dorothy, così come con Mary Pickford, per tutta la vita.

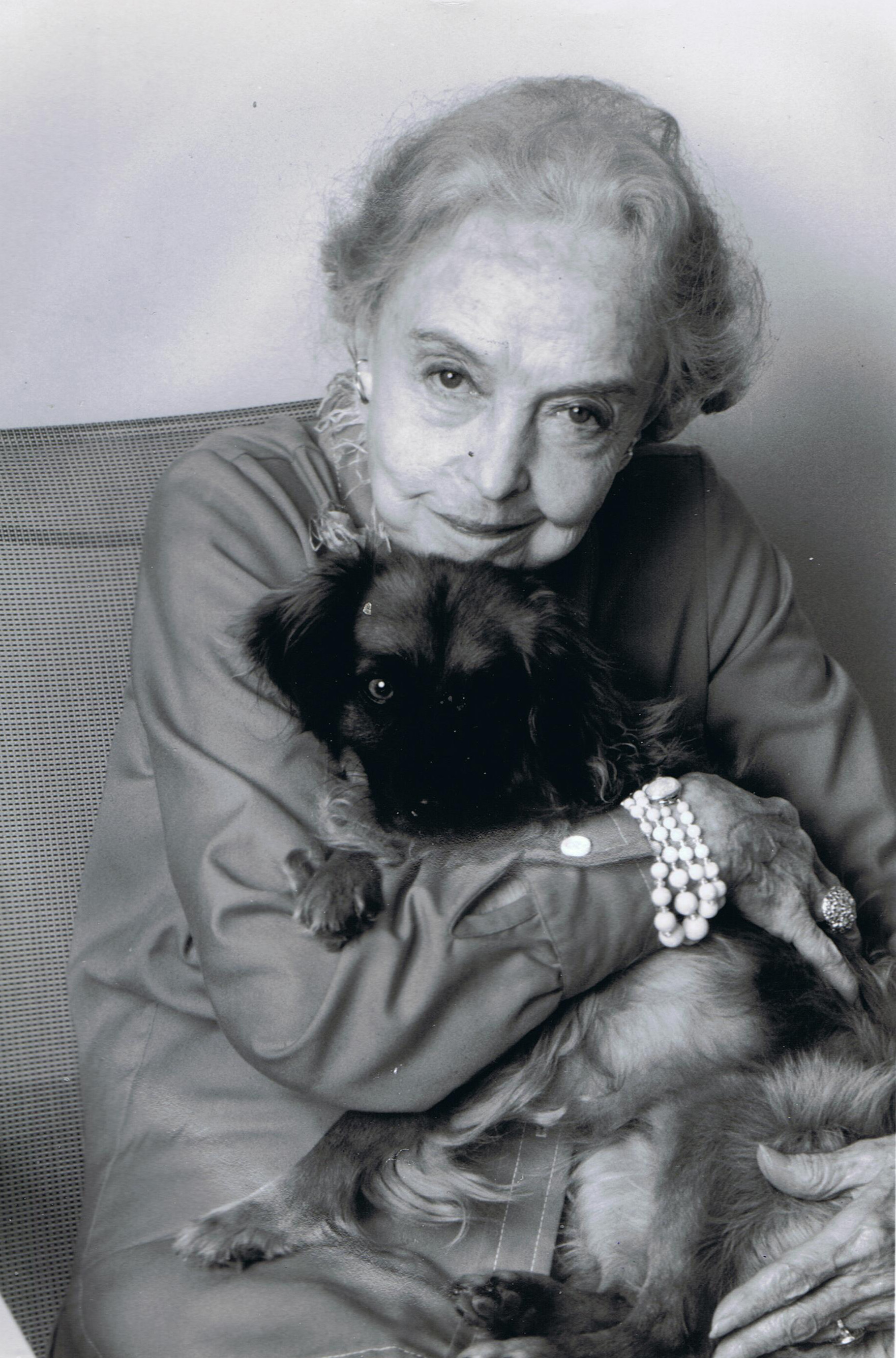
Lillian Gish nel 1983

### Morte
Si spense nel febbraio 1993, a 99 anni, per cause naturali, diventando così una delle attrici più longeve in assoluto. Fu sepolta nella Saint Bartholomew's Episcopal Church, a New York, a fianco della sorella Dorothy. Lasciò in eredità tutti i suoi averi (compresa la sua tenuta) alla sua carissima amica, attrice e filantropa, Helen Hayes, la quale le sopravvisse di soli diciotto giorni.

## Curiosità
- Per An Unseen Enemy, nel 1912, ricevette una paga di venti dollari. Nel 1923, durante le riprese di La suora bianca, il suo stipendio da contratto ammontava a 5.000 dollari la settimana.
- La nonna dell'attrice statunitense Annabeth Gish si chiamava Lillian, ma non ha nessuna relazione di parentela.

## Filmografia parziale

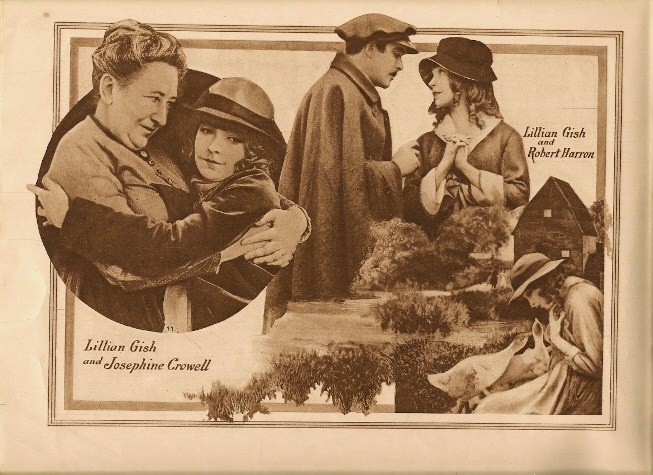
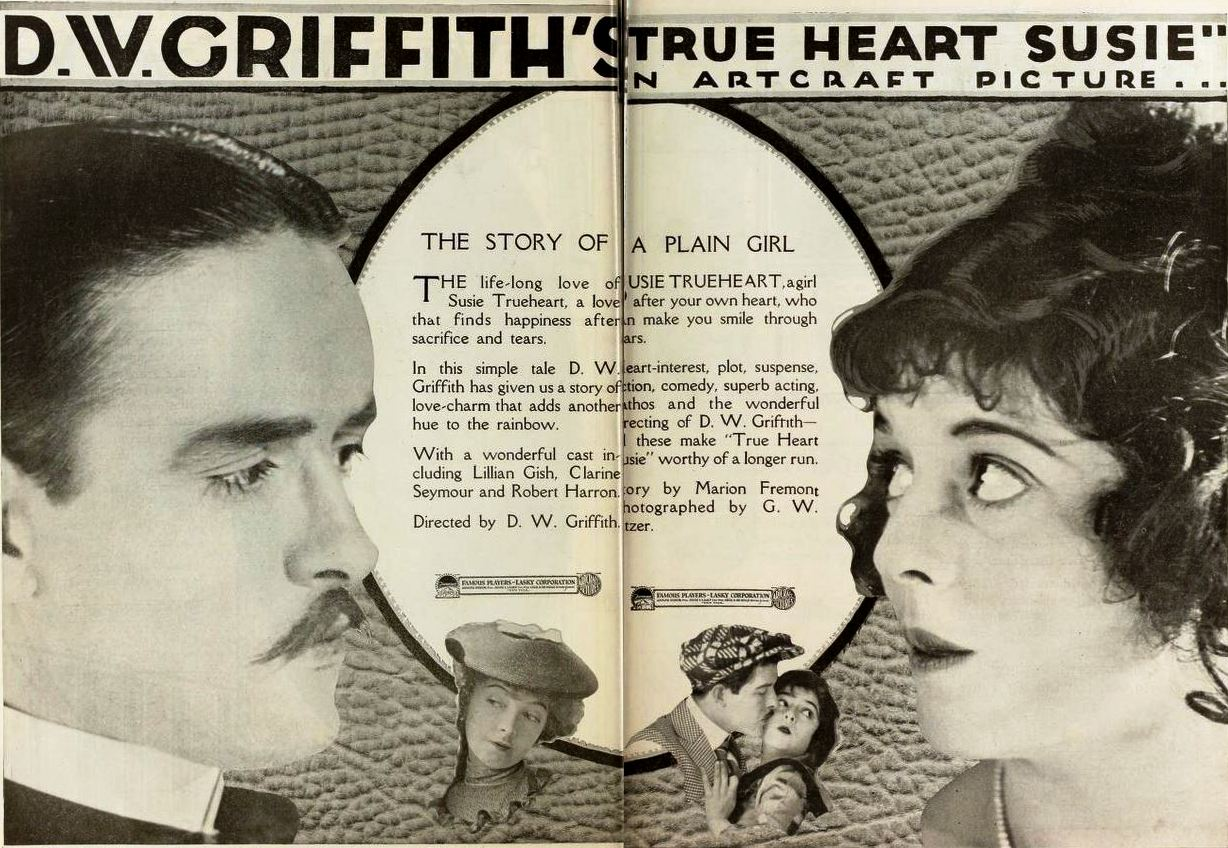
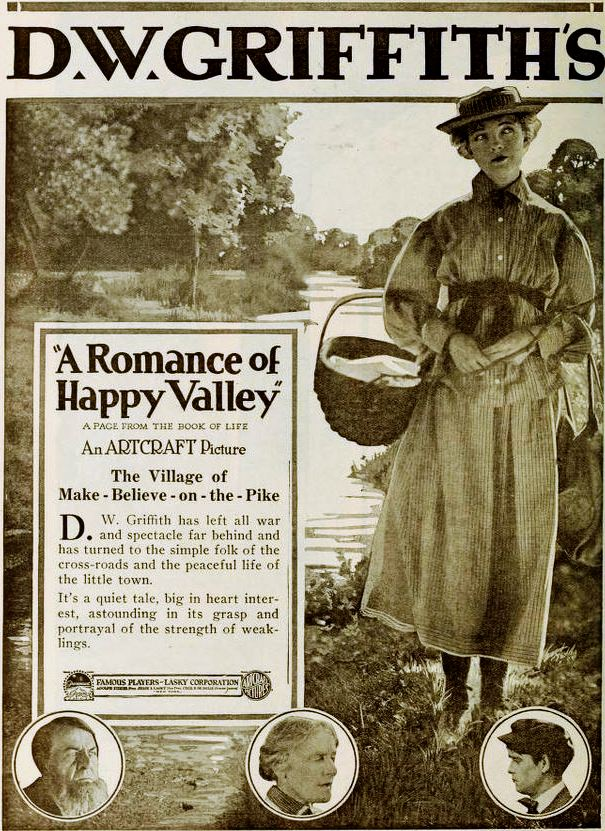
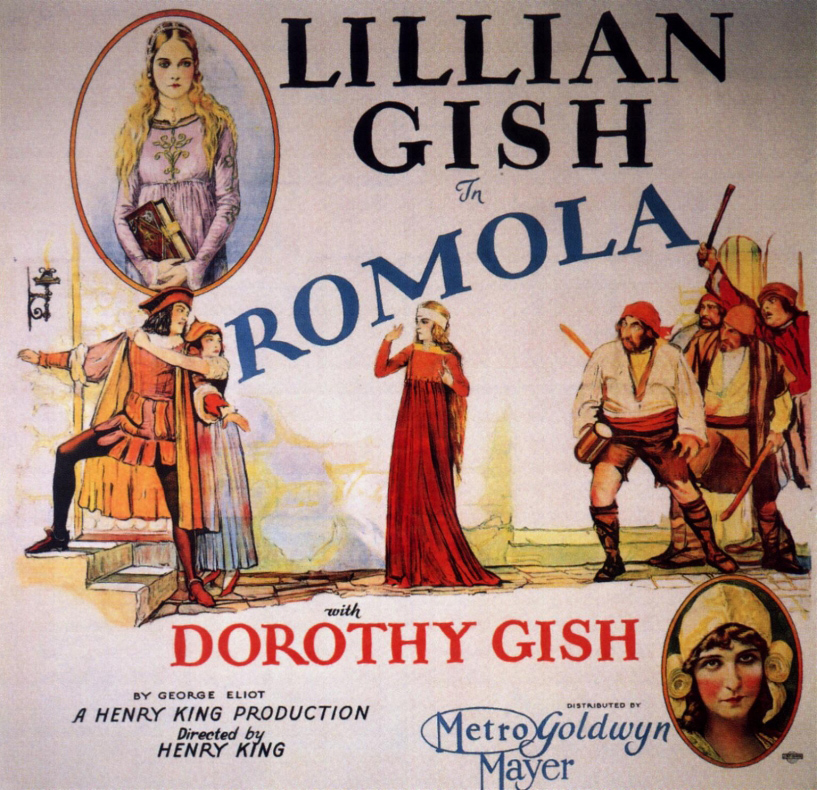

### Attrice
- An Unseen Enemy, regia di David W. Griffith – cortometraggio (1912)
- Two Daughters of Eve, regia di David W. Griffith – cortometraggio (1912)
- So Near, Yet So Far, regia di David W. Griffith – cortometraggio (1912)
- In the Aisles of the Wild, regia di David W. Griffith – cortometraggio (1912)
- The One She Loved, regia di David W. Griffith – cortometraggio (1912)
- The Painted Lady, regia di D.W. Griffith – cortometraggio (1912)
- The Musketeers of Pig Alley, regia di David W. Griffith – cortometraggio (1912)
- Gold and Glitter, regia di David W. Griffith e di Frank Powell (1912)
- My Baby, regia di David W. Griffith e di Frank Powell (1912)
- The Informer, regia di David W. Griffith – cortometraggio (1912)
- Brutality, regia di David W. Griffith (1912)
- Il cappello di Parigi (The New York Hat), regia di David W. Griffith – cortometraggio (1912)
- The Burglar's Dilemma, regia di David W. Griffith – cortometraggio (1912)
- A Cry for Help, regia di David W. Griffith – cortometraggio (1912)
- Oil and Water, regia di David W. Griffith – cortometraggio (1913)
- The Unwelcome Guest, regia di David W. Griffith – cortometraggio (1913)
- A Misunderstood Boy, regia di David W. Griffith – cortometraggio (1913)
- The Left-Handed Man, regia di David W. Griffith – cortometraggio (1913)
- The Lady and the Mouse, regia di David W. Griffith – cortometraggio (1913)
- The House of Darkness, regia di David W. Griffith – cortometraggio (1913)
- Just Gold, regia di David W. Griffith – cortometraggio (1913)
- A Timely Interception, regia di David W. Griffith – cortometraggio (1913)
- The Mothering Heart, regia di David W. Griffith – cortometraggio (1913)
- During the Round-Up, regia di Christy Cabanne – cortometraggio (1913)
- An Indian's Loyalty, regia di Christy Cabanne (o David W. Griffith) – cortometraggio (1913)
- A Woman in the Ultimate, regia di David W. Griffith – cortometraggio (1913)
- A Modest Hero, regia di David W. Griffith – cortometraggio (1913)
- So Runs the Way, regia di Christy Cabanne – cortometraggio (1913)
- Madonna of the Storm, regia di David W. Griffith – cortometraggio (1913)
- The Battle at Elderbush Gulch, regia di David W. Griffith – cortometraggio (1913)
- The Conscience of Hassan Bey, regia di David W. Griffith – cortometraggio (1913)
- A Duel for Love, regia di David W. Griffith – cortometraggio (1913)
- The Green-Eyed Devil, regia di James Kirkwood – cortometraggio (1914)
- Giuditta di Betulla (Judith of Bethulia), regia di David W. Griffith (1914)
- Donna che ama (Battle of the Sexes), regia di David W. Griffith (1914)
- The Hunchback, regia di Christy Cabanne – cortometraggio (1914)
- The Quicksands, regia di Christy Cabanne (1914)
- Amore di madre o Home, Sweet Home, regia di D.W. Griffith (1914)
- La ribellione di Kitty Belle (The Rebellion of Kitty Belle), regia di Christy Cabanne (1914)
- Lord Chumley, regia di James Kirkwood (1914)
- The Angel of Contention, regia di John B. O'Brien (1914)
- Man's Enemy, regia di Frank Powell (1914)
- The Tear That Burned, regia di John B. O'Brien (1914)
- The Folly of Anne, regia di John B. O'Brien (1914)
- Le due orfanelle (The Sisters), regia di Christy Cabanne (1914)
- Nascita di una nazione (Birth of a Nation), regia di David W. Griffith (1915)
- The Lost House, regia di Christy Cabanne (1915)
- Enoch Arden, regia di Christy Cabanne (1915)
- Captain Macklin (1915)
- The Lily and the Rose, regia di Paul Powell (1915)
- Pathways of Life, regia di Christy Cabanne (1916)
- Daphne and the Pirate, regia di Christy Cabanne (1916)
- Sold for Marriage (1916)
- An Innocent Magdalene (o The Scarlet Woman), regia di Allan Dwan (1916)
- Intolerance, regia di David W. Griffith (1916)
- Diane of the Follies (1916)
- The Children Pay (1916)
- The House Built Upon Sand (1916)
- Souls Triumphant (1917)
- Cuori del mondo (Hearts of the World), regia di David W. Griffith (1918)
- The Great Love, regia di David W. Griffith (1918)
- La fanciulla che cerca amore (The Greatest Thing in Life), regia di David W. Griffith (1918)
- Il romanzo della Valle Felice (A Romance of Happy Valley), regia di David W. Griffith (1919)
- Giglio infranto (Broken Blossoms), regia di David W. Griffith (1919)
- Amore sulle labbra (True Heart Susie), regia di David W. Griffith (1919)
- Il grande problema (The Greatest Question), regia di David W. Griffith (1919)
- Agonia sui ghiacci (Way down east), regia di David W. Griffith (1920)
- Le due orfanelle (Orphans of the Storm), regia di David W. Griffith (1921)
- La suora bianca (The White Sister), regia di Henry King (1923)
- Romola, regia di Henry King (1924)
- Ben Hur, regia di Fred Niblo (1925)
- La Bohème, regia di King Vidor (1926)
- La lettera scarlatta (The Scarlet Letter), regia di Victor Sjöström (1926)
- Annie Laurie la fanciulla scozzese (Annie Laurie), regia di John S. Robertson (1927)
- The Enemy, regia di Fred Niblo (1927)
- Il vento (The Wind), regia di Victor Sjöström (1928)
- Notte romantica (One Romantic Night), regia di Paul L. Stein (1930)
- His Double Life, regia di Arthur Hopkins (1933)
- Uragano all'alba (Commandos Strike at Dawn)
- Il capo famiglia (Top Man), regia di Charles Lamont (1943)
- Miss Susie Slagle's (1946)
- Duello al sole (Duel in the Sun), regia di King Vidor (1946)
- Il ritratto di Jennie (Portrait of Jennie), regia di William Dieterle (1948)
- La tela del ragno (The Cobweb), regia di Vincente Minnelli (1955)
- La morte corre sul fiume (Night of the Hunter), regia di Charles Laughton (1955)
- The Alcoa Hour – serie TV, episodio 2x04 (1956)
- Ordine di uccidere (Orders to Kill), regia di Anthony Asquith (1958)
- Gli inesorabili (The Unforgiven), regia di John Huston (1960)
- Mr. Novak – serie TV, episodio 1x07 (1963)
- L'ora di Hitchcock (The Alfred Hitchcock Hour) – serie TV, episodio 2x32 (1964)
- I ragazzi di Camp Siddons (Follow Me, Boys!), regia di Norman Tokar (1966)
- Un matrimonio (The Wedding), regia di Robert Altman (1978)
- Hambone and Hillie (1983)
- Sweet Liberty - La dolce indipendenza (1986)
- Le balene d'agosto (The Whales of August), regia di Lindsay Anderson (1987)

### Regista
- Remodeling Her Husband - come Dorothy Elizabeth Carter (1920)

### Sceneggiatura
- La fanciulla che cerca amore (The Greatest Thing in Life), nel 1918, regia di David W. Griffith; pellicola presumibilmente perduta.

### Film e documentari su Lillian Gish
- Le dee dell'amore (The Love Goddesses), regia di Saul J. Turell – documentario, filmati di repertorio (1965)
- Lillian Gish, regia di Jeanne Moreau – documentario tv (1983)
- Lillian Gish: An Actor's Life for Me, regia di Terry Sanders – documentario (1988)

## Libri su Lillian Gish

### Autobiografici
- The Movies, Mr. Griffith, and Me, scritto con Ann Pinchot - Prentice-Hall, 1969
- Dorothy and Lillian Gish - Charles Scribner's Sons, 1973
- An Actor's Life For Me, scritto con Selma G. Lanes - Viking Penguin, 1987
- Lillian Gish: the Movies, Mr. Griffith and Me, con Ann Pinchot; W.H. Allen 1969, and Mercury House, 1988

### Biografie e altro
- Lillian Gish an Interpretation, di Edward Wagenknecht (University of Washington, 1927)
- Life and Lillian Gish, di Albert Bigelow Paine (Macmillan, 1932)
- Star Acting – Gish, Garbo, Davis, di Charles Affron (E.P. Dutton, 1977)
- A Moment with Miss Gish, di Peter Bogdanovich (Santa Teresa Press, 1995)
- Lillian Gish A Life on Stage and Screen, di Stuart Oderman (McFarland & Company, 2000)
- Lillian Gish Her Legend, Her Life, di Charles Affron (Scribner, 2001)

## Doppiatrici italiane
- Lydia Simoneschi in: La morte corre sul fiume, Gli inesorabili, I ragazzi di Camp Siddons
- Wanda Tettoni in: La tela del ragno, Ordine di uccidere
- Franca Dominici in: Duello al sole
- Lia Orlandini in: Il ritratto di Jennie
- Cesarina Gheraldi in: Un matrimonio
- Francesca Palopoli in: Sweet Liberty - La dolce indipendenza
- Isa Bellini in: Le balene d'agosto

## Dediche
- Nel 1973 il regista francese François Truffaut, grande amante del cinema classico, dedicò a Lillian e Dorothy il film Effetto notte (La Nuit américaine). La dedica alle sorelle Gish chiude i titoli di testa del film.
- Gli Smashing Pumpkins hanno intitolato il loro primo album Gish, uscito nel 1991. Il cantante e leader della band, Billy Corgan, ha affermato di averlo voluto chiamare così perché sua nonna ricordava spesso che nella cittadina dove abitava non accadeva mai nulla di particolare e la cosa più importante che accadde fu il passaggio di Lillian Gish in treno.
- La cittadina di Massillon, in Ohio, ha dedicato una strada a Lillian Gish perché l'attrice aveva vissuto in quella via durante il primo periodo della sua vita.
- Alla Bowling Green State University, situata a Bowling Green, in Ohio, c'è la sede del The Dorothy and Lillian Gish Film Theater and Gallery, struttura dedicata alle sorelle Gish.
- Il musical The Biograph Girl, prodotto nel Harold Fielding e presentato per la prima volta nel 1980, era basato sulla descrizione degli anni d'oro del cinema muto e Lillian Gish (interpretata da Kate Revill) aveva un ruolo da protagonista.
- Lo scultore italiano Arturo Martini le dedica il busto in bronzo Lillian Gish (1931).[2]

## Onorificenze e riconoscimenti
- Nomination all'Oscar alla miglior attrice non protagonista per Duello al sole (1947)
- Per il suo contributo all'industria cinematografica, le è stata assegnata una stella sull'Hollywood Walk of Fame, al numero 1720 della Vine Street.
- Young Hollywood Hall of Fame (1908-1919)